# Protesty na Białorusi (2010)

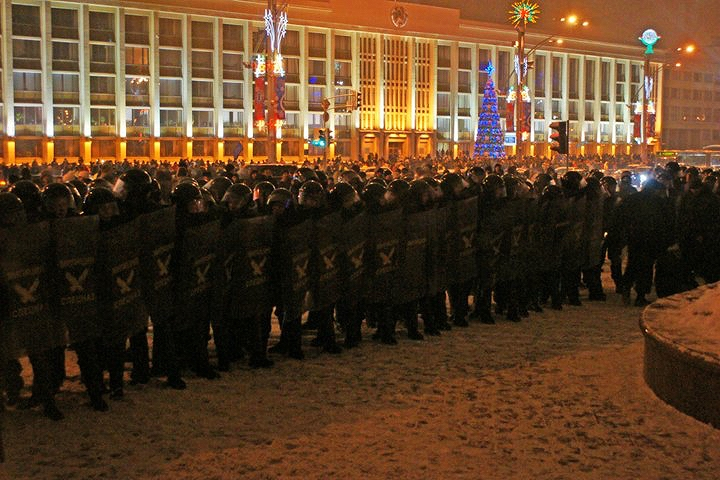
Siły skierowane do tłumienia protestów w Mińsku

Protesty na Białorusi (2010) (określane jako Płoszcza 2010) – wystąpienia mieszkańców Białorusi przeciwko fałszerstwom podczas wyborów prezydenckich w 2010 roku. Główne wystąpienia miały miejsce na mińskim Placu Niepodległości, gdzie po ogłoszeniu kolejnego zwycięstwa Aleksandra Łukaszenki protestowało kilkadziesiąt tysięcy osób. Reakcją na protesty było użycie siły przez jednostki OMON-u oraz aresztowania uczestników protestu.
Wśród osób zatrzymanych w związku z protestami znalazł się m.in. kandydat na prezydenta Mikałaj Statkiewicz, którego w 2011 roku skazano na 6 lat kolonii karnej. W 2012 w oficjalnym białoruskim podręczniku szkolnym do przysposobienia obronnego protesty z 2010 zostały opisane jako próba przechwycenia władzy przemocą podjęta przy pomocy zagranicznych służb specjalnych.